# جان كريستوف بيرو
جان كريستوف بيرو (بالفرنسية: Jean-Christophe Péraud)‏ مواليد 22 مايو 1977 في تولوز، هو دراج فرنسي. شارك في دورة الألعاب الأولمبية الصيفية وفاز بميدالية أولمبية.

## الميداليات
| الميدالية | المسابقة                       |
| --------- | ------------------------------ |
| فضية      | الألعاب الأولمبية الصيفية 2008 |

## روابط خارجية
- جان كريستوف بيرو على موقع الاتحاد الدولي للدراجات (الإنجليزية)
- جان كريستوف بيرو على موقع أرشيف الدراجات (الإنجليزية)
- جان كريستوف بيرو على موقع إحصائيات الدراجات الإحترافية (الإنجليزية)
- جان كريستوف بيرو على موقع نسبة الدراجات (الإنجليزية)
- جان كريستوف بيرو على موقع CycleBase (الإنجليزية)
- جان كريستوف بيرو على موقع اللجنة الأولمبية الدولية (الإنجليزية)
- جان كريستوف بيرو على موقع أوليمبيديا (الإنجليزية)
- جان كريستوف بيرو على موقع اللجنة الأولمبية الفرنسية (مؤرشف) (الفرنسية)